# Año Internacional de las Personas con Discapacidad
1981 fue designado como Año Internacional de las Personas con Discapacidad sin embargo originalmente en su proclamación fue denominado Año Internacional de los Impedidos. Se estableció por la Asamblea General de las Naciones Unidas mediante la resolución 31/123, adoptada el 16 de diciembre de 1976. En esta ocasión, el tema central fue: participación plena, reflejando el compromiso global de garantizar la integración y la igualdad de derechos de las personas con discapacidad en todos los ámbitos de la vida.
Con el tiempo, y en consonancia con el desarrollo de un lenguaje inclusivo y el enfoque basado en derechos humanos, la denominación oficial cambió a Año Internacional de las Personas con Discapacidad. Este cambio respondió a una mayor comprensión de la dignidad inherente de las personas con discapacidad, así como a la necesidad de evitar términos considerados excluyentes o estigmatizantes, alineándose con los valores promovidos por las Naciones Unidas.

## Actividades y alcance
El propósito de este año fue sensibilizar al mundo sobre la importancia de garantizar los derechos y la inclusión de las personas con discapacidad en condiciones de equidad y respeto. Entre las principales actividades propuestas, se destacaron aquellas orientadas a facilitar la integración física y psicológica de las personas con discapacidad en la sociedad, promoviendo su plena participación en los aspectos económicos, sociales, políticos y culturales.
Los Estados miembros fueron llamados a implementar programas que abordaran cuestiones como la accesibilidad a los edificios públicos y sistemas de transporte, así como el acceso al trabajo y a la educación. Asimismo, se promovieron medidas de prevención de discapacidades, rehabilitación integral y sensibilización social, con el objetivo de erradicar barreras y prejuicios.
Además, se incentivó el desarrollo de investigaciones científicas destinadas a mejorar la calidad de vida de las personas con discapacidad y a fomentar su integración práctica en la vida cotidiana. Se respaldaron campañas informativas para educar al público sobre la importancia de los derechos de las personas con discapacidad y su capacidad para contribuir significativamente a sus comunidades.